# 1757 Porvoo
Az 1757 Porvoo (ideiglenes jelöléssel 1939 FC) a Naprendszer kisbolygóövében található aszteroida. Yrjö Väisälä fedezte fel 1939. március 17-én, Turkuban.